# Драган Брајовић Браја
Драган Брајовић Браја (Београд, 6. септембар 1966) српски је текстописац и композитор.
Од 1992. почео је да пише и компонује за већину српских звезда, како поп тако и поп-фолк и фолк.
Сарађивао је и сарађује са великим бројем изузетно популарних певача: Ацо Пејовић, Жељко Самарџић, Тropico Band, Наташа Беквалац, Сека Алексић, Вики Миљковић, Жељко Шашић, Нино, Џеј, Мира Шкорић, Драгана Мирковић, Ана Бекута, Никола Роквић, Тијана Дапчевић, Џенан Лончаревић, Александра Пријовић.
Аутор је великог броја хитова поп, фолк и поп-фолк музике.

## Песме
- Жељко Самарџић — Љубавник, Лице љубави, Месец у води, Стани ми на црту, Није моје да знам, Камелеон, Све што имам, немам, Ово мало душе, Права љубав године не броји, Дајте једну лошу, Ниси ти за мале ствари, Све си ми наплатила, Требаће ти, Не жалим, Лаганини, У име љубави
- Тропико бенд — Параноја, Ciao, bella, Веруј брату, Зар ти, Бојим се, Ти не знаш, Ко зна зашто, Шта ћу теби ја, У срцу мом, Пусти ритам, Срећа, Судњи дан, Лажу те, Мислићу на тебе, Минско поље, Ако ме вараш, Први снег, Није
- Ацо Пејовић — Око мене све, Литар крви, Неверна, У мојим венама, Мало је, Да си ту, Ко сам ти ја, Бити сигуран, Једном се живи, Нисам се богат родио, Ако ме волиш иди од мене Ниједна није као ти, Линије, Опуштено, Виђаш ли је, друже мој, Увенуће јасмин бели, Није тајна, Иди, Младост које нема, Кад једном прође све, Једино моје мило, А када сване, Пет квадрата, Девојачко вече, Боли као метак, Амајлија, Треба ми нешто јаче
- Сека Алексић — Последњи лет, Црно и златно, Дођи и узми ме, Кад чујем корак твој, К'о да сутра не постоји, Да сам мушко, У кафани пуној дима, Краљица, Што је било моје, њено је, Случајни партнери, Није за мене, Ја туђе усне љубим, Соба 22, Мило за драго, Тесна кожа, Не остављај ме саму, Свиђа ми се твоја девојка, Сви твоји милиони, Тамо где си ти, Моје прво неверство, Але, але, Лом, лом, Кажу сви, Лака мета, Једном твоја, срећна никада, Иди с њом, Соколе мој, Милостиња, Није она та, На крају света, Девет дана, Иди, лепи мој, Јер таква сам се родила, Све је лаж
- Наташа Беквалац — Оригинал, Лудило, Лаве мој, Анђео и грешница Добро моје, Никотин, Полудим ли у 25, Поново, Све је то љубав, У мени су две, Најгора, Мрља, Не куни се у своје другове, Све што желиш бићу ја, Ја још увек верујем, Није за мене, Љубав, вера, нада, Иду дани, Ништа лично, Ко је она девојка, Сада је стварно крај
- Тијана Дапчевић — Негатив, Земља мојих снова, Не дај, Она то зна, Нећу, Све је исто, само њега нема, Нисам престала да волим, Глупо мушко моје, Посрнула песма, Пламен старе љубави, Грех, Љуби ми се, Знам, Бродолом, Љубав и понос, Кажи ми да знам, Хладно је, Прича о нама, Не иди, Марионете, Као да, Касно је, Јача од судбине, Жене, Животе, крени
- Дара Бубамара — Поље јагода, Ја нећу да га видим, Јуче сам, Ћути, не говори, Нит' ме љубиш, нит' ме другом дајеш, Без милости, Себична, Не гледај ме тако, Мојих пет минута, Прва до прве, Било је пролеће, Нису то кише, Голубе, Лепи, а верни, Веро, неверо, Жељо моја
- Мира Шкорић — Страх од љубави, Ти си к'о и ја, Карта туге, Као лед се истопим, Сва чуда да се догоде, Покушаћу ја, покушај и ти, Најбољи пријатељи, Ниједан други, Тако си пао, Брига мање, Соко, Дух
- Драгана Мирковић — Две судбине, Седми дан, Баш тебе волим ја, Бићу његова, Заборави срце, Последње вече, Да ли знаш, Теби љубави, Брате мој, Очи пуне туге, Сама, Сватови, С времена на време, Тамо где је мило моје
- Александра Пријовић — Тестамент, Сенке, Клизав под, Место злочина, Тело, Сепаре, Вољена грешко
- Вики Миљковић — Црно на бело, Године, Обележена, Несаница, Бајадера, Очи смеђе, Ореол, Нема предаје, Ко то зна
- Жељко Шашић — Мали је ово град, Она је прича живота мога, Метак, Не бацај руже, мајко, Магла, Мала неваљала, Две ране, Црна коса, око плаво, Другари, Тебе има ко да воли
- Никола Роквић — Опрости мојој младости, Ја сам твој и кад спавам са њом, Ја нисам тај, Ал' нема нас, Повреди ме, Добар сам ти ја, Севдах, За најбољег друга
- Јована Типшин — Не заборави ме, У твоме телефону, Флерт, Ружа пуна трња, Дала сам ти љубав, Дивље јабуке, Кога лажеш, Далеко си ти, Нека виде сви, Иди, иди, Ген за љубав, Како је кад срце пати, Лудим
- Жељко Јоксимовић — Није до мене, Амајлија, Вретено, Петак на суботу, Дукати, 1000 жена
- Нино — Усне вреле као жар, Што ми ноћи немају сванућа, Само реци да, Мангуп, Судбина зла, Обриши се, сузо сама
- Џеј — Упалите за мном свеће, Од љубави до мржње, Поздрави ми, друже, брата и мајку, Опрости, мајко, Боље да сам јуче умро
- Славко Бањац — Не верујем лепим женама, Далеко негде, ко зна где, Узмите душу, узмите све, Додир као лед, Касно је, Лер
- Мећава — Водићу те до месеца, Што ме неће твоја мајка, Окована златом, Нена, Име твоје
- Бане Бојанић — Само пијан могу да преболим, Кажите јој, другови, Горска вила
- Ана Бекута — Воли ме, воли, Пустите ме да га волим, Љубав без адресе, Нека тајна тајна остане
- Саша Матић — Све је на продају, Сто свирача, Свуда си око мене, Ништа друго, осим пара немам, Једном сам те волео
- Ана Кокић — Чујем да, Свеједно, Одједном, Још сам жива, Сигурно, Да те нема, Безимена, Погрешна љубав
- Ђани — Балканац, Да ли знаш, Снови, Ти ме никад и ниси волела, Све ми твоје недостаје , Лако је теби
- Џенан Лончаревић — Путничка, Непар, Цвете бели, Туго моја, Кап у мору, Најбоља, Рођендан, Дивље се дивљем радује
- Јелена Карлеуша — Твојом улицом, Огледалце, Сузе девојачке, Најбоља другарице, Моји другови
- Селма Бајрами — Острво туге, Какво тело Селма има, Воли ме до бола, Бакшиш, Мушка суза, Жалим, Корак до нервног слома, Тијело без душе
- Мирза Селимовић — Болиш ме, Не долази у снове, Боље да не знаш, Сто кафана, Тешко оном ко волио није
- Марија Шерифовић — Не волиш је, знам, Подвала, Као да нисам жива, Не остављај трага
- Рада Манојловић — Никада више, Боље она него ја, Кад би знао, Младеж, Како боле усне неверне
- Allegro bend — Као да нема ме, Само једна, Живим за то, Троје, Другарица
- Митар Мирић — Не свани, зоро, Само кажи, Некад сам и ја волео, Гледам Дрину, Грешник, Немој да ми бројиш боре
- Рођа Раичевић — Тако је суђено, У тебе сам заљубљен, А ја имам тебе, Човек без љубави
- Весна Змијанац — Себи сам била и рат и брат, Пукни, земљо
- Неда Украден — Танка линија, Ти имаш све
- Наташа Ђорђевић — Магија, Узео си све
- Зорица Брунцлик — Тамо где си ти, Тако је код Срба, Боже, Боже
- Мирослав Илић — Били смо другови
- Медени месец — Ђаволица, Које си вере, неверо моја
- Амадеус бенд — Њу не заборављам, Такви као ја, Пољубац издаје
- Сања Малетић — С времена на време, Мало промене, Грана маслине
- Романа — Овјерен, Кад ми горе образи, Праштам ти све, Пас
- Данијела Вранић — Недодирљива, Не могу годинама
- Зорана Павић — Као што дан има ноћ, Остаћеш заувек
- Гоца Божиновска — У најбољим годинама, Неодољиво
- Милан Станковић — Још увек, Непоправљиво, Хајде води ме са собом
- Славица Ћуктераш — Ја те само подсећам на њу
- Немања Стевановић — Још песму или две, Ти, прелепа жено
- Милица Павловић — Љуби, љуби
- Фатмир Сулејмани — Кад се душе сретну
- Магла бенд — Као жена вредиш милионе, Кад се љубав рађа, Не знам где си
- Мега бенд — Иди с њим, Кафану запали
- Дијаманти бенд — Све кафане су ми дом
- Марина Висковић — Бенседини
- Амел Ћурић — Пуста авлија[2]